# Edwin Reinecke

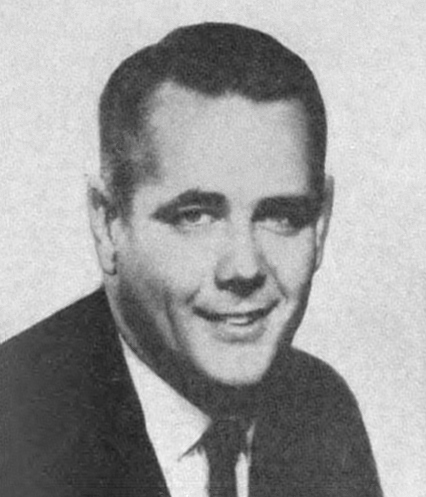
Edwin Reinecke (1965)

Edwin Reinecke (* 7. Januar 1924 in Medford, Oregon; † 24. Dezember 2016 in Laguna Hills, Kalifornien) war ein US-amerikanischer Politiker. Zwischen 1965 und 1969 vertrat er den Bundesstaat Kalifornien im US-Repräsentantenhaus.

## Werdegang
Edwin Reinecke besuchte die öffentlichen Schulen in Beverly Hills. Während des Zweiten Weltkrieges diente er zwischen 1942 und 1946 in der US Navy. Danach studierte er bis 1950 am California Institute of Technology in Pasadena. In der Folge arbeitete er als Maschinenbauingenieur. 1964 wurde er Präsident der Firma Febco Inc., die Rasenbewässerungsanlagen herstellte. Gleichzeitig schlug er als Mitglied der Republikanischen Partei eine politische Laufbahn ein.
Bei den Kongresswahlen des Jahres 1964 wurde Reinecke im 27. Wahlbezirk von Kalifornien in das US-Repräsentantenhaus in Washington, D.C. gewählt, wo er am 3. Januar 1965 die Nachfolge von Everett G. Burkhalter antrat. Nach zwei Wiederwahlen konnte er bis zu seinem Rücktritt am 21. Januar 1969 im Kongress verbleiben. Diese Zeit war von den Ereignissen der Bürgerrechtsbewegung und des Vietnamkrieges bestimmt. Reinecke war Mitglied im Innenausschuss (Interior Committee) und setzte sich für den Schutz der Flüsse im Westen vor Staudämmen und anderen Eingriffen ein.
Reineckes Rücktritt erfolgte nach seiner Ernennung zum Vizegouverneur von Kalifornien. Dieses Amt übte er zwischen 1969 und 1974 aus. 1974 strebte er erfolglos die Nominierung seiner Partei für die Gouverneurswahlen an, die stattdessen an Houston I. Flournoy ging. Im selben Jahr wurde er in die Watergate-Affäre verwickelt. Er wurde zu 18 Monaten Gefängnis wegen Meineids verurteilt. Einen Tag vor dem Urteil trat er als Vizegouverneur zurück. Das Urteil wurde dann in einem Berufungsverfahren aufgehoben. Zwischen 1981 und 1983 war er stellvertretender und zwischen 1983 und 1985 eigentlicher Vorsitzender der Republikaner in Kalifornien.
Seinen Lebensabend verbrachte Edwin Reinecke in Rancho Mirage.